# 岡田村 (茨城県稲敷郡)
岡田村（おかだむら）とは、茨城県稲敷郡にかつて存在した村である。現在の茨城県牛久市の中部に位置している。
村の中央部には小野川が流れている。旧村域には現在牛久市役所が所在（現在の牛久市中央三丁目15番地1）する。

## 沿革
- 1889年（明治22年）4月1日 - 町村制施行に伴い、柏田村・岡見村・結束村・上太田村・女化村が合併し河内郡岡田村が発足。
- 1898年 - 神谷傳兵衛がブドウ栽培を開始
- 1896年（明治29年）4月1日 - 河内郡・信太郡が合併し稲敷郡が発足。稲敷郡岡田村になる。
- 1954年4月1日 - 稲敷郡牛久町と合併し、牛久町発足。岡田村は消滅。